# Rákócziho dub
Rákócziho dub (Rákociho dub) je chráněný strom na okraji Strážovských vrchů, v blízkosti obce Podlužany  v Trenčínském kraji na Slovensku.
Udávaný věk tohoto památného stromu je 325 let a podle pověsti si pod ním František II. Rákóczi, vůdce povstání proti Habsburkům (1703–1711), postavil stan, když tudy procházel se svým vojskem. Dub se nachází na zelené turistické značce a je pod ním umístěn odpočinkový stůl. Strom je vysoký 17 m a má obvod kmene 433 cm.